# Пугачевский, Аркадий Моисеевич
Аркадий Моисеевич Пугачевский (19 октября 1937, Киев — 15 января 2021) — украинский художник-гравер, экслибрисист, скульптор и поэт.

## Ранняя биография
Аркадий Пугачевский родился 19 октября 1937 года в еврейской семье в Киеве. Его отец Моисей заведовал цехом на книжной фабрике «Октябрь», а мать Раиса воспитывала троих детей. Аркадий всегда рисовал, со школьных лет писал стихи. В 14 лет уже начал работать — гравировать штампы, цилиндры для печати билетов и т. д. на отцовской фабрике. С 1957 по 1960 год служил в армии, потом поступил на графический факультет Украинского полиграфического института имени Ивана Федорова во Львове. Учился заочно, одновременно работая. В 1962 году женился на Виктории Асоновой.

## Карьера
По окончании института Аркадий получил должность художника-оформителя и иллюстратора. Также он отвечал за выпуск модных каталогов — собственной продукции «Октября». Позже Аркадий Пугачевский сотрудничал с издательствами, такими как «Радянський письменник», «Днипро», «Молодь». Гравировал много открыток для издательства «Реклама». Среди самых известных книг, иллюстрированных Аркадием Пугачевским, — сборники Ивана Драча «Сабля и платок» и «Телижинци», Бориса Олийныка, Платона Воронько. В 1989—1990 году полностью перешел на свободное творчество.

## Творчество

### Гравюра
Искусству Аркадия Пугачевского всегда был свойственен юмор или легкая ирония. Уже в молодые годы его рисунки публиковали журналы «Перец» и «Украина». В 1989 году Аркадий и его сын и ученик Геннадий создали серию из 12 гравюр «Киевские соборы» для украинского диаспорного кооператива «Лира» в Канаде. В 1990 к работе над еще одной такой серией присоединился Виктор Романенко. Это были их первые двуцветные гравюры, с которых начался путь ко всё большей палитре. Сейчас Аркадий Пугачевский — один из немногих в мире, кто использует 10-12 досок.
Аркадий Пугачевский работает в технике ксилографии. Его излюбленными темами на протяжении всего творческого пути остаются женское тело и музыка. Много мифологических мотивов. Героями гравюр часто становятся клоуны и животные, особенно собаки. Позже появились сказочные и литературные мотивы. Художник очень много работает в жанре ню. Каждый оттиск отмечен личной печатью совы-пугача, происходящей от фамилии художника.
В 1990 году произошла его первая (в объединении с еще несколькими художниками) выставка в Доме архитектора во Львове. С тех пор Аркадий выставлялся в Украине, Польше, Австрии, Дании, Бельгии, Нидерландах, США и Китае. В 1994 году Аркадий Пугачевский со своим сыном и учеником Геннадием впервые поехали на Международный конгресс экслибрисистов в Мальборке (Польша). Заниматься экслибрисом художник начал ещё в молодые годы, делая подарки родным и близким. Аркадий Пугачевский принимал участие в более чем 50 международных выставках, получил 18 наград, является членом XYLON Украина, Немецкого экслибрисного общества (Deutschen Exlibris-Gesellschaft), Общества граверов по дереву (Society of Wood Engravers) в Великобритании. В 2007 году вышла книга гравюр Аркадия и Геннадия Пугачевских, изданная известным украинским меценатом Сергеем Бродовичем. В 2012 году Яков Бердичевский написал статью об Аркадии Пугачевском в ІХ выпуске ежегодного альманаха «Библиофилы России». Аркадий Пугачевский входит в Био-библиографическую энциклопедию искусства современного экслибриса (Encyclopaedia Bio-Bibliographical Of The Art Of The Contemporary Ex-Libris) Артура Марио да Мота Миранда. С 2004 года работает сайт Пугачевских-художников http://pugachevsky.name. Сайт посвящен пяти художникам: Аркадию Пугачевскому, его сыну Геннадию, брату Александру, ювелирному граверу, сыну Александра Вадиму, мастеру 3D-моделей, и жене Геннадия Татьяне, аниматору мультфильмов і художнице-иллюстратору.

### Скульптура
Первым скульптурным произведением Аркадия Пугачевского можно считать бронзовую медаль 1991 года в память погибшим в Бабьем яру. Однако только в 2006 году художник начал делать бронзовые скульптуры, первая из которых — «Такса с шаром».

### Поэзия
Аркадий Пугачевский пишет стихи еще со школьных лет, но первый и пока единственный сборник «Начала» издал в 2011 году в рекламном агентстве «А-плюс» при поддержке Александра Ковалева. На обложке книги — гравюра Аркадия «Адам и Ева», оформлял её Геннадий Пугачевский. Почти во всех стихотворениях есть элементы комического, это часто бывает едкая сатира.

## Личные и групповые выставки
- 1990 — Дом архитекторов, Львов, Украина.
- 1991, 1992, 1995 — музей Тараса Шевченко, Киев, Украина.
- 1993 — Малая галерея экслибриса (Mala Galeria Exlibrisu), Груджядж, Польша.
- 1994 — Художественный музей (Kunstmuseum), Фредериксхавн, Дания.
- 1995 — галерея AS, Вроцлав, Польша.
- 1997 — Литературно-краеведческий музей Бартхауз (Schrift- und Heimatmuseum Barthaus), Петтенбах, Австрия. Голландская ярмарка искусств (Holland Art Fair), Гаага, Нидерланды. Галерея «IO», Роттердам, Нидерланды. Галерея «Oeral» Ассен, Нидерланды.
- 1998 — «Галерея Павловского» («Pavlovsky Gallery»), Утрехт, Нидерланды.
- 1999 — Галерея «Epreuve d’Artiste», выставка художественного объединения «Griffin», Антверпен, Бельгия.
- 2001 — выставки в Чикаго и Лос-Анджелесе, США.
- 2006 — школа DAS, Лос-Анджелес, США[2].

## Награды
- 1992 — первый приз Международного конкурса экслибрисов «Columbus Voyage 1492», Польша.
- 1993 — медаль 3-го Международного биеннале экслибрисов «Wooden Architecture in Exlibris», Польша.
- 1993 — приз Graphia 16-го Биеннале малых графических форм.
- 1993 — лауреат Международного конкурса экслибрисов «S. Darius ir S. Girenas 1933—1993», Литва.
- 1994 — приз Международного конкурса экслибрисов «Water Sport in Exlibris. Augustow 94», Польша.
- 1994 — почетный приз Международного конкурса экслибрисов «Warsaw Uprise», Польша.
- 1994 — приз Lietvos liaudies kulturos centras Международного конкурса экслибрисов «Music, Dance, Song», Литва.
- 1994 — приз Международного конкурса экслибрисов «Lions International», Италия.
- 1994 — Специальный приз Premio Citta di Casale 1994, Италия.
- 1995 — приз Graphia 17-го Биеннале малых графических форм.
- 1996 — медаль ІІ Международного шоу ксилографических і линографических экслибрисов «Катовице 1996», Польша.
- 1996 — приз Cordeel Gebroeders Международного конкурса экслибрисов «Reynaert De Vos», Бельгия.
- 1997 — приз Atheneum 18-го Биеннале малых графических форм, Бельгия.
- 1997 — номинация Международного конкурса экслибрисов «Till Ulenspiegel», Бельгия.
- 1997 — диплом 5-го Международного биеннале книжных знаков, Польша.
- 1998 — «Музейная награда» Токийского международного триеннале малых гравюр, Япония.
- 1998 — второй почетный приз Международного конкурса экслибрисов «Maus Ketti», Люксембург.
- 2001 — «Лучший иностранный художник» 63-ої ежегодной выставки 2001—2002. Общество граверов по дереву, Великобритания.
- 2001 — медаль ІІІ Международного шоу ксилографических і линографических книжных знаков «Катовице-2001», Польша[2].